# Andres Ehin

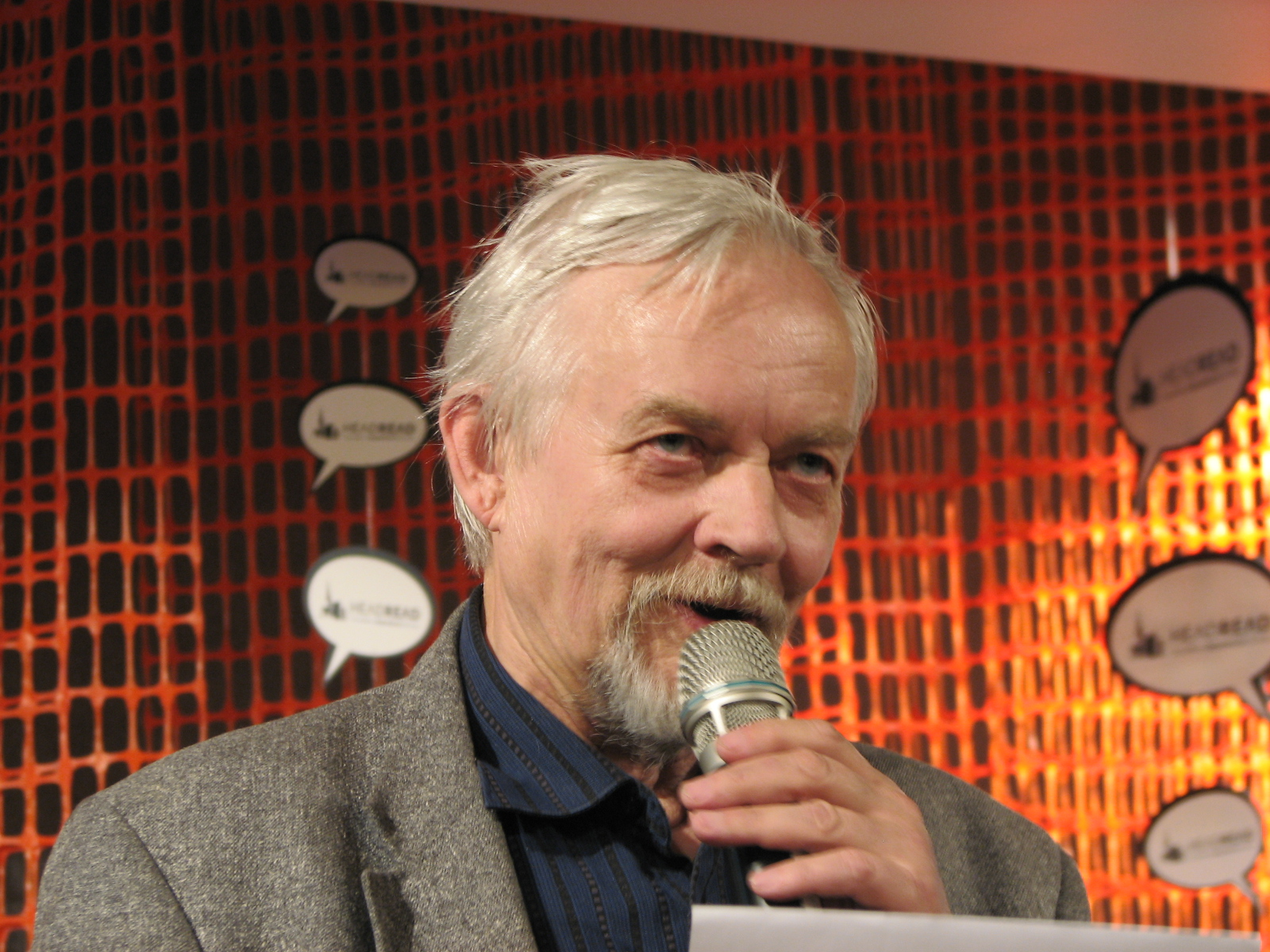
Andres Ehin (2011)

Andres Ehin (* 13. März 1940 in Tallinn; † 10. Dezember 2011) war ein estnischer Dichter, Schriftsteller und literarischer Übersetzer.

## Leben
Die Eltern von Andres Ehin stammten aus Russland, gingen aber auf deutschsprachige, lutherische Schulen. 1921 optierten sie für die estnische Staatsangehörigkeit. Zu Hause wurden Estnisch, Deutsch und Russisch gleichermaßen gesprochen, als Fremdsprache Französisch. Der Vater von Andres Ehin wurde leitender Angestellter der Steuerverwaltung, die Mutter Übersetzerin im neu gegründeten estnischen Außenministerium.
Nach dem Abitur 1958 in Tallinn studierte Andres Ehin bis 1964 finnougrische Sprachen an der Universität Tartu. 1964/65 unterrichtete er Deutsch im selkupischen Dorf Rattas im Autonomen Kreis der Jamal-Nenzen. Von 1964 bis 1972 war er Redakteur verschiedener estnischer Kulturzeitschriften. Seit 1974 arbeitete er als freischaffender Autor und Schriftsteller.
1975 heiratete er die Schriftstellerin und Übersetzerin Ly Seppel (* 1943). Ihre gemeinsame Tochter ist die Lyrikerin Kristiina Ehin. Von 1968 bis 1989 war Andres Ehin Mitglied der KPdSU. Nach Wiedererlangung der estnischen Unabhängigkeit setzte er sich politisch vor allem bei der estnischen Grünenbewegung ein.
Andres Ehin lehnte sich in seinen Gedichten stark an den Surrealismus an. Daneben haben der spanische Modernismo und der Expressionismus seinen Werken Impulse gegeben. Andres Ehin war Träger zahlreicher estnischer Literaturpreise, unter anderem 2004 des Juhan-Liiv-Lyrikpreises.

## Gedichtsammlungen
- Hunditamm (1968)
- Uks lagendikul (1971)
- Luba linnukesel väljas jaurata (1977)
- Vaimusõõrmed (1979)
- Tumedusi rüübaten (1988)
- Täiskuukeskpäev (1990)
- Täiskuukeskpäev. Valitud luuletusi 1959–1988 (1990, Anthologie)
- Teadvus on ussinahk (1995)
- Alateadvus on alatasa purjus (2000, Sammelband)
- Paluteder ja mutrikorjaja (2004, enthält auch übersetzte Gedichte)

## Prosa
- Karske õhtupoolik (1972, Theaterstück, unter dem Pseudonym Lembit Vahak)
- Ajaviite peerud lähvad lausa lõkendama (1980, Kurzgeschichten)
- Rummu Jüri mälestused (1996, Roman)
- Seljatas sada meest (1998, Roman)
- Tagaaetav (2000, Theaterstück)

Daneben zahlreiche Übersetzungen ins Estnische aus dem Deutschen, Englischen, Russischen, Französischen und Selkupischen, sowie zusammen mit Ly Seppel aus dem Türkischen und Amiran Kaladze aus dem Georgischen.

## Deutsche Übersetzungen
Bislang sind nur einige Gedichtproben von Anderes Ehin in der Zeitschrift estonia erschienen. Gisbert Jänicke übersetzte für die Nummer 2/1996 elf Gedichte aus dem Band teadvus on ussinahk (Bewusstsein ist eine Schlangenhaut, Tallinn 1995).
Bemerkenswert ist allerdings, dass Ehin selbst auch ein Gedicht auf Deutsch verfasst hat, und zwar für einen Sammelband zum Werk von Kurt Schwitters: Hier steuerte er das Gedicht An Anna Dieplatzanweiserin bei, und im gleichen Band finden sich noch zwei Gedichte von Ehin, die er ursprünglich auf Englisch verfasst hatte.